# Джованні Парамітіотті
Джова́нні Парамітіо́тті (італ. Giovanni Paramithiotti; алб. Gjon Paramithioti) — італійський спортивний функціонер албанського походження. Був одним із засновників та першим президентом футбольного клубу «Інтернаціонале» (1908–1909).

## Життєпис
Парамітіотті народився у Венеції, Італія, у заможній родині чамських албанців. У XVIII столітті його предки покинули Албанію, яка на той час була частиною Османської імперії, приєднавшись до албанської діаспори в пошуках кращих життєвих можливостей. Вони переїхали з Янінського санджаку, з регіону Епір, а саме з сучасної території Парамітії, і зберегли своє походження, взявши прізвище Парамітіотті. Вони оселилися у Венеції, Італія, де він і народився.
Він був одним із засновників «Інтернаціонале» у 1908 році після того, як вони розірвали зв'язки з клубом «Мілан», і був обраний першим президентом нового футбольного клубу, залишаючись на цій посаді лише один рік. Згідно з тогочасними хроніками, Парамітіотті не був надто популярним серед уболівальників. Його вважали людиною, що приносить невдачу, тому він намагався не відвідувати стадіон. Проте одного разу, коли він дивився матч інкогніто, з фальшивою бородою та вусами, «Інтер» здобув перемогу. Після цього його погана репутація розвіялася.
У 1909 році, через рік, його змінив Етторе Штраус, відповідно до побажань швейцарської більшості членів клубу.
Він помер у Нью-Йорку 11 березня 1943 року.